# Нехворощанська сотня
Нехворощанська сотня (1674–1764 pp.) — одна з п'яти приорільських сотень. Створена І. Самойловичем у 1674 році як форпост у системі оборони Гетьманщини від татарських вторгнень. Весь час у складі Полтавського полку. 1752 р. увійшла до Української оборонної лінії фортець і підпорядкувалася російському коменданту місцевого гарнізону.
1764 р. сотню як адміністративну одиницю ліквідовано, а територію включено до Новоросійської губернії, особистий склад переведено до Донецького полку. Сотенний центр: містечко Нехвороща, нині — селище Нехвороща Новосанжарського району Полтавської області.

## Сотники
- Сухомлин Федір Іванович (1685—1700),
- Ганжа Василь (1700),
- Стецько (1708—1714).
- Самойлович Трохим (1716—1718),
- Савич Гордій (1721—1732),
- Демиденко Степан (1722, н.),
- Палецький Іван (1727, н.),
- Слоновський Каленик Прокопович (1737—1752),
- Сулима (1752).